# Brod pri Črnučah
Brod (izgovorjava [ˈbɾoːt] ; včasih tudi Prod) je predel Ljubljane in nekdanje samostojno naselje. Leži na Gorenjskem in je skupaj s preostalim delom občine vključen v osrednjeslovensko statistično regijo. 
Ne smemo ga zamešati z Brodom pri Tacnu, le nekaj kilometrov gorvodno po Savi, ki je danes pravtako predel Ljubljane. 
Na Brodu je nekaj hiš, ki jih obdajajo rodovitna polja. Avtobus št. 8 ima tudi postajališče Cesta na Brod, še enkrat – obeh Brodov (Broda pri Črnučah in Broda pri Tacnu) ne smemo zamešati, saj tudi mestna linija 8 povezuje oba Ljubljanska predela. 
Za razlikovanje obeh ljubljanskih Brodov, se je uveljavilo ime Brod pri Črnučah. 

## Geografija
Brod leži v Četrtni skupnosti Črnuče, južno od vasi Ježa in jugovzhodno od Črnuč, proti jugu pa teče Sava.
Leži na najnižji rečni terasi Ljubljanskega polja, torej na poplavni ravnici, vendar pa ni poplavljen, saj Sava teče dovolj stran, njeno strugo pa je zaradi človeških vplivov erodirala v podlago, kar prispeva k nižanju podtalnice, ki jo črpajo za ljubljanski vodovod v Klečah.

## Ime
Kraji z imenom Brod običajno izhajajo iz slovenščine, samostalnika brod, ki ima prvotni pomen, ‛plitvo mesto v reki, kjer jo je mogoče prebresti’, od tod pa se je razvil pomen ‛vrsta splava za prehod čez reko’, Nanaša se nanaša na kraj, kjer je bila reka prečkana. Vendar pa v tem primeru ime izhaja iz samostalnika prod 'gramoz, kamenje, ki ga nosi in odlaga voda', kar se nanaša na teren. Stari zemljevidi kažejo, da je reka Sava nekoč tekla bližje vasi (vendar ni imela broda), in Jarški prod južno od vasi je na zemljevidu iz leta 1900 označen kot Jarski brod. 

## Zgodovina
Leta 1900 je imel Brod le 17 prebivalcev, ki so živeli v štirih hišah.  Brod je bil leta 1952 priključen vasi Ježa, s čimer je končal svoj obstoj kot samostojno naselje. Ježa je bila leta 1979 priključena mestu Ljubljana. 